# Палац Браницьких (Руде Село)
Палац Браницьких — пам'ятка архітектури в стилі палладіанства в Рудому Селі , Київська область, Володарський район.

## Історія
Матеріали досліджень доводять, що садиба не належала родині Браницьких. В літературі затвердилась помилка, тому в друкованих виданнях палацову споруду в Рудому Селі часто називають «палацом Браницьких».
Унікальне і незвичне для України розпланування палацу доводить, що будували його за зразками вілл Андреа Палладіо або під сильним впливом його споруд на околицях Венеції. Найближчий аналог — вілла Піовене поблизу міста Віченца, побудована самим Палладіо (трикутний фронтон центральної частини, дві бічні лоджії на висоту 2-х поверхів). До того ж, Браницькі не відрізнялися смаком в архітектурі. Усі їх помешкання — зазвичай скромної, нецікавої архітектури. Одна з Браницьких так і казала — моє покликання не будувати, а садити.
Палац в Рудому Селі якраз відрізнявся цікавою архітектурою. Був вибудований з цегли, потинькований, мав ліплений декор фасадів. Його перший поверх рустований, рустованими були і кути відкритих, двоповерхових лоджій, облямованих колонами іонічного ордеру.
Вікна центрального об'єму напівциркульні і прикрашені гірляндами. Внутрішнє розпланування — анфіладою. Менший за розмірами, ніж згадана вілла Піовене, палац мав більш привітний вигляд, ніж Піовене, і був доповнений одним флігелем, в'їзною брамою з колонами і пейзажним парком. А це вже справжній палацово-парковий ансамбль. Лише провінційне виконання проекту дещо знижувало його художній рівень, додаючи наївності та затишку, бо був відхід від холодної, поміркованої архітектури класицизму. На затишок враження впливала і асиметричність споруди, де був вибудуваний лише один флігель праворуч від палацу.

## Власники маєтку
Палац побудований для Станіслава Залєвського гербу h Prawdzic наприкінці 18 ст. Звідси палладіанські форми. В середині   19 ст. палац перебудували.
Шлюб Залєвського з Теклею Потоцькою не дав дітей і маєток перейшов до племінниці Феліції Івановської (Felicja Prawdzic Zalewska). Вона віддала маєток своїй доньці Констанції (1821–1880) одруженої з Ернестом Жевуським.
У шлюбі Констанції та Ернеста Жевуського було троє дітей: Марія, Ернестина та Адам. Адам Жевуський був одружений з Марією Потоцькою (дочкою Володимира Потоцького з Дашева). Подружжя Адама та Марії, уродженої Потоцької мало сина Вацлава та дочку Ернестину Жевуських. Єдиною дочкою Вацлава Жевуського була Софія Жевуська, остання володарка маєтку. Вона померла у 1974 році, одружена зі Стефаном Подгорським (Степан Михайлович). Софія була правнучкою, а не онукою Констанції Іванівської, як це часто згадується у літературі.
Крім того Софія Жевуська зі сторони родини Потоцьких була власницею старовинного спадку Потоцьких — Дашівського ключа. У 1911 р. Ернестина Жевуська, Софія та Стефан Подгорські володіли м. Дашевом, селами Купчинці, Шабельна (всього 4 082 дес. землі) 

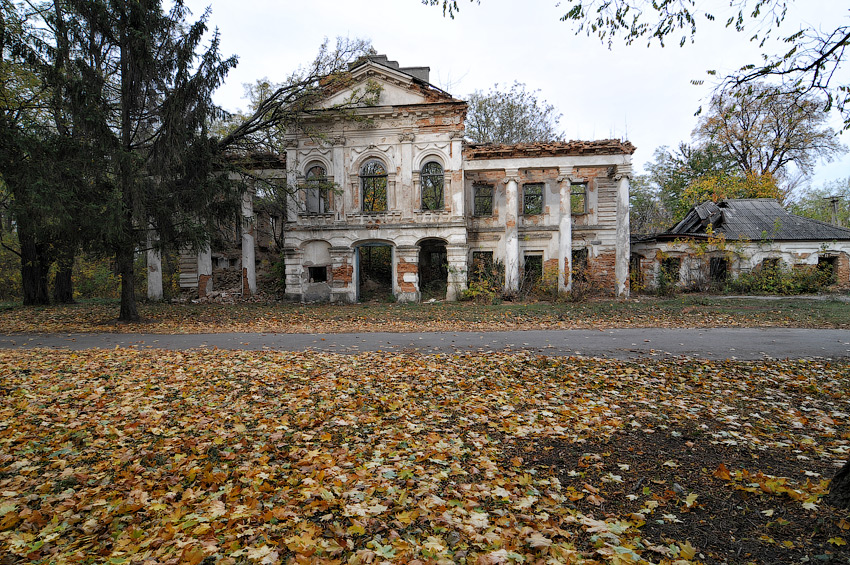
садиба Залеського
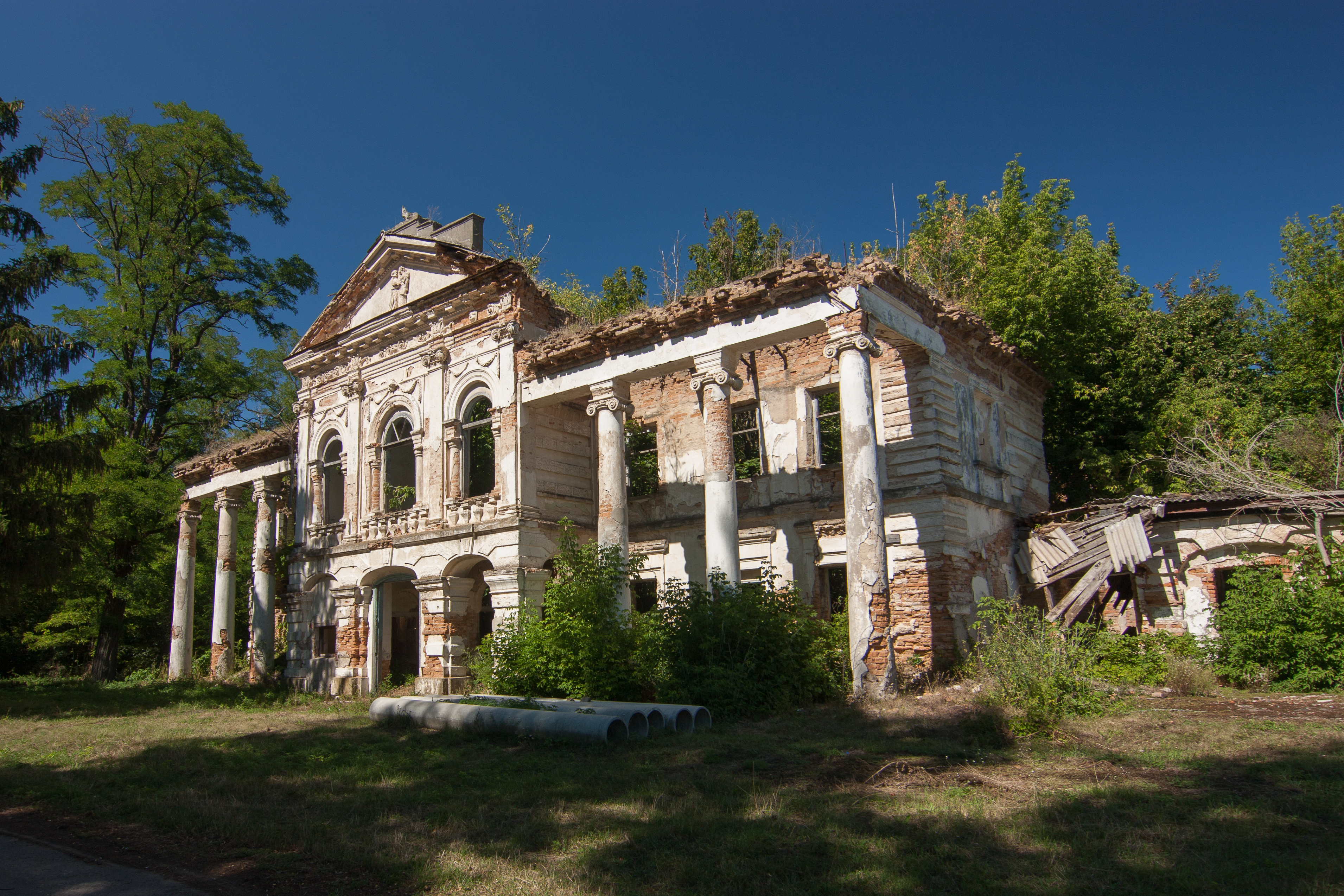
фасад колишнього палацу, фото 2016 р.
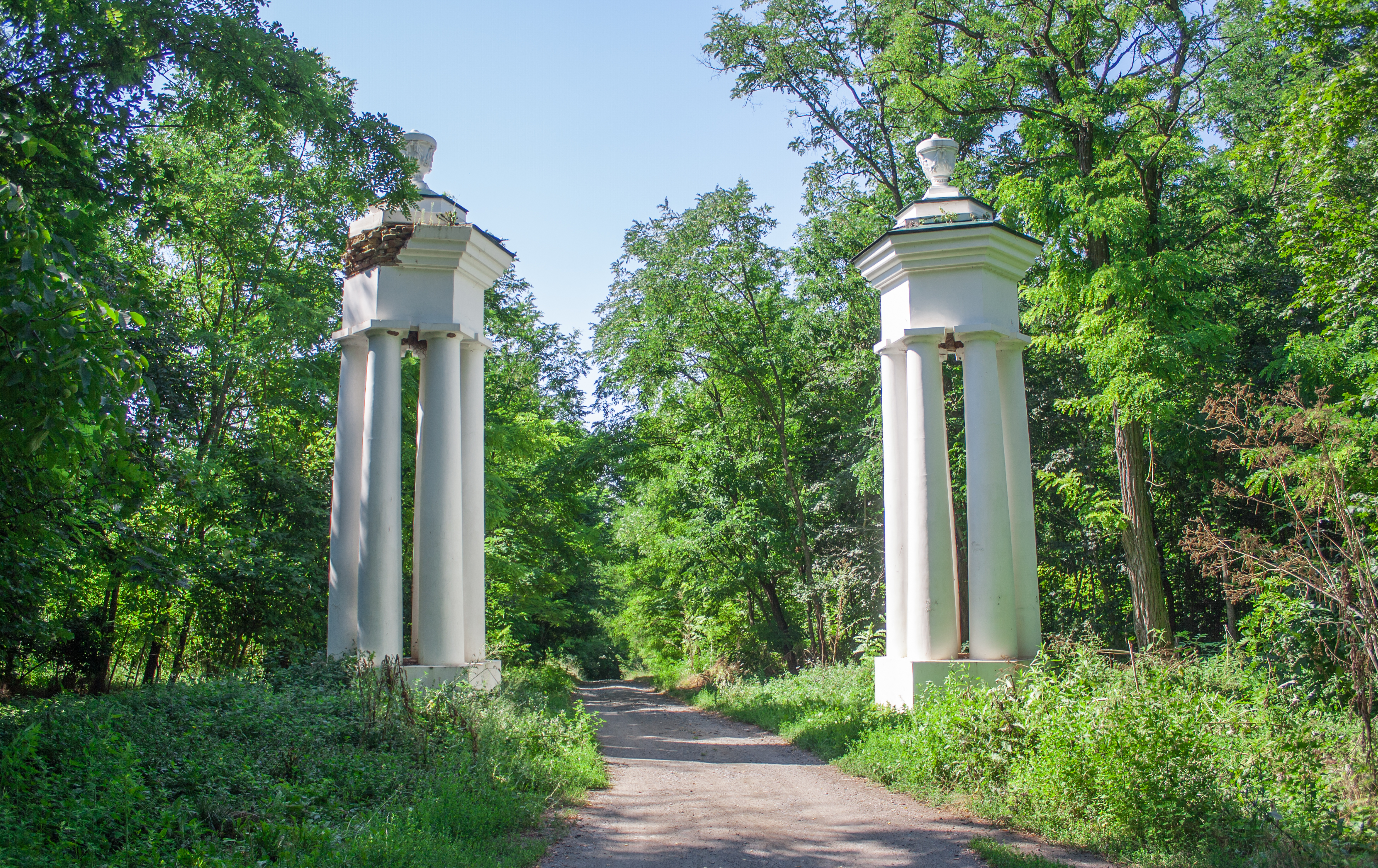
В'їзна брама до садиби
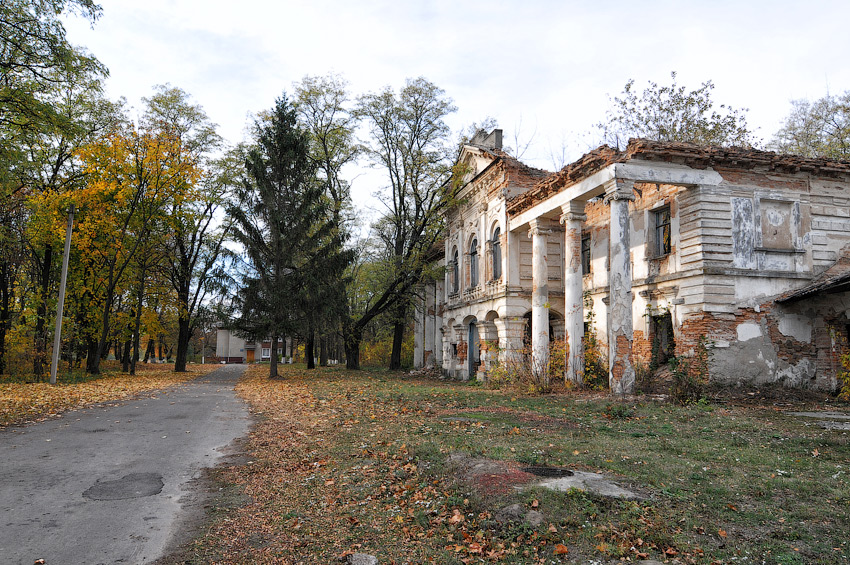
Шлях біля садибного палацу-руїни

## В радянський період
За часів СРСР садибу конфіскували. Палац використовували як колгоспну контору. Далі палац постраждав від пожежі і його покинули напризволяще. Згодом споруда постраждала від дощів та негоди і розвалилась, упав садовий фасад палацу і дах. Були знищені всі історичні інтер'єри.
Внесений до державного переліку пам'яток ще за часів УРСР, палацово-парковий ансамбль в Рудому Селі не отримав ні збереження, ні — захисту від руйнації.

## Садибна церква
Більше пощастило садибній церкві. Вибудована в стилі пізнього класицизму, збережена, ремонтована. Передана релігійній громаді.